# Svenska mästerskapen i fälttävlan 1977
Svenska mästerskapen i fälttävlan 1977 avgjordes i Mantorp . Tävlingen var den 27:e upplagan av Svenska mästerskapen i fälttävlan.

## Resultat
| Placering | Ryttare          | Häst          |
| --------- | ---------------- | ------------- |
| 1         | Jan Jönsson      | The Noble Man |
| 2         | Åke Lindberg     | Rick xx       |
| 3         | Jeanette Ullsten | Sofie         |